# Нанси-Лорьян
«Нанси-Лорьян» (фр. Équipe fédérale Nancy-Lorraine) — французский футбольный клуб федерального значения, созданный во время второй мировой войны. Целью команды было участие в чемпионате страны по футболу в военное время. Состав клуба формировался из профессиональных футболистов команд базирующихся на земле Нанси-Лорьян.

## История
«Нанси-Лорьян» был основан в 1943 году с целью участия в чемпионате страны во время военных действий. Клуб формировался из футболистов команд с земли Нанси-Лорьян, которых военный режим на время лишил профессионального статуса. В чемпионате клуб никак не проявил себя, заняв 10 место. В Кубке же команде удалось дойти до финала, в котором она разгромила своих северных соседей — команду «Реймс-Шампань» со счётом 4:0. В 1944 году военные действия стихли, и команда была расформирована. Все игроки вернулись в свои профессиональные клубы.

## Достижения
Кубок Франции
- Победитель: 1944

Чемпионат Франции
- 10-е место: 1943/44